# Rubus glivicensis
Rubus glivicensis — вид квіткових рослин родини трояндових (Rosaceae).

## Поширення
Поширення: пд. Польща, сх. Чехія, Словаччина, зх. Україна.
В Україні наводиться для західних регіонів (окол. м. Львів).